# Il ritorno delle furie
Il ritorno delle furie (Woken Furies) è un romanzo del 2005 di genere fantastico e distopico dello scrittore britannico Richard Morgan. È il terzo dei tre romanzi della serie di Takeshi Kovacs.

## Edizioni
- Richard Morgan, Il ritorno delle furie, Editrice Nord, 2008,  p. 572.